# Stencyl
Stencyl es una plataforma de creación de videojuegos que permite a los usuarios crear videojuegos con gráficos 2D para computadoras, dispositivos móviles, y páginas web. El software está disponible gratuitamente, con la selección de opciones de publicación disponibles si se compra el programa. El programa fue originalmente llamado "StencylWorks" durante el desarrollo y en el lanzamiento inicial, pero más tarde fue acortado a solo "Stencyl".

## Características
Los juegos creados en Stencyl pueden ser exportados a la web en formato Adobe Flash Player, y como ejecutable para computadoras personales, así como a varios dispositivos móviles como iOS y Android. La física y los colisiones son administradas por Box2D,  el cual puede ser selectivo o completamente deshabilitado para disminuir cualquier impacto potencial al rendimiento para juegosque no requiere una simulación de física exigente. Desde la versión 3.0, las proyectos en Stencyl usan el lenguaje de programación Haxe y el framework OpenFL para permitir un estilo flexible, del tipo, escribe una vez, ejecutalo siempre de desarrollo de juegos.

### Otros
Integrado con Stencyl está el editor de imágenes Pixelitor. Su uso en Stencyl suele ser secundario, ya que las imágenes suelen importarse directamente desde el ordenador tras ser creadas por separado. Stencyl puede configurarse alternativamente para utilizar editores de imágenes externos, como Photoshop y GIMP, para modificar imágenes ya cargadas en un proyecto.
Stencyl también admite extensiones creadas por el usuario para añadir funciones al software. Por ejemplo, una extensión podría añadir nuevos bloques para su uso en Modo Diseño, como una API de terceros. Otro ejemplo es una amplia herramienta de scripting de diálogos para añadir fácilmente diálogos y ajustar su configuración para un juego.